# Māori All Blacks
Māori All Blacks (bis 2012: New Zealand Māori) ist eine neuseeländische Rugby-Union-Mannschaft, die traditionellerweise gegen Nationalmannschaften spielt, die in Neuseeland zu Besuch sind. Im Ausland nahm die Mannschaft bis 2007 nur am Churchill Cup teil, um nicht mit der eigenen Nationalmannschaft (den All Blacks) zu konkurrieren. Dieses Turnier konnten die New Zealand Māori bisher zweimal gewinnen (2004, 2006). Seit 2008 nehmen die NZ Māori nicht mehr am Churchill Cup teil, da sie die Junior All blacks im Pacific Nations Cup ersetzten, den sie dann auch sofort bei der ersten Teilnahme gewannen.
Um in die Mannschaft aufgenommen zu werden, muss ein Spieler zu mindestens 1/16 māorischer Abstammung sein, d. h. mindestens ein Ururgroßelternteil muss nachweislich ein Māori gewesen sein. In der Vergangenheit ist diese Regel nicht immer strikt angewendet worden, denn es wurden auch Spieler aufgenommen, die aufgrund der Apartheid-Bestimmungen in Südafrika nicht für die Nationalmannschaft spielen durften.

## Geschichte
1888/89 waren die New Zealand Natives die erste Rugby-Mannschaft aus einer britischen Kolonie, die in Großbritannien Spiele austrug. Eigentlich hätte die Mannschaft nur aus Māori zusammengesetzt sein sollen, doch dann wurden auch vier Pākehā (Neuseeländer europäischer Abstammung) in den Kader aufgenommen. Die aus 26 Spielern zusammengesetzte Mannschaft absolvierte im Verlaufe ihrer Tour 107 Spiele; sie gewann 78 Mal, verlor 23 Mal und spielte 6 Mal Unentschieden.
Der bedeutendste Beitrag der New Zealand Natives zur neuseeländischen Rugbykultur war das Tanzen eines Haka vor Spielbeginn. Dieser traditionelle Ritualtanz der Māori wurde erstmals am 3. Oktober 1888 vor dem Spiel gegen eine Auswahl aus Surrey aufgeführt. Sowohl der Haka als auch die schwarze Spielbekleidung wurden später von den All Blacks übernommen (die Nationalmannschaft spielte in den ersten Jahren noch in Marineblau). 1910 erhielten die Māori vom Verband einen offiziellen Status. Die Auswahl des Jahres 1926/27 gilt als die beste Māori-Mannschaft aller Zeiten. Während einer sieben Monate dauernden Tour durch Australien, Europa und Kanada spielte sie 38 Mal. Die Māori siegten in 29 Spielen, verloren sieben Mal und spielten zweimal Unentschieden. George Nepia, der damals als einer der besten Spieler der Welt galt, musste zuhause bleiben, da er in Wellington das Schiff verpasst hatte.
Zwischen 1994 und 2004 verloren die Māori nur vier ihrer insgesamt 26 Spiele. Sie siegten unter anderem gegen England, Argentinien, Schottland und Fidschi. 2004 gewann sie auch erstmals den Churchill Cup in Kanada. 2005 schlugen die Māori erstmals überhaupt die British and Irish Lions in einem offiziellen Spiel. Wegen der Vorbereitung auf dieses Spiel mussten sie auf eine Teilnahme am Churchill Cup verzichten. 2006 nahmen sie wieder teil und gewannen das Turnier zum zweiten Mal. 2008 nahm das Team am Pacific Nations Cup teil und ersetzte damit die Junior All Blacks. Unbesiegt gewann man am Ende das Turnier durch einen Sieg im entscheidenden Auswärtsspiel gegen Australia A, die Reserve der australischen Nationalmannschaft.
Am 1. Juni 2012 gab der neuseeländische Rugbyverband bekannt, dass die Mannschaft in Māori All Blacks umbenannt wird.

## Bekannte Spieler
| - Walter Barclay MM - Mathew Berquist - Norm Berryman - Alan Blake - Frano Botica - Daniel Braid - Neil Brew - Robin Brooke - Zinzan Brooke - Adrian Cashmore - Ron Cribb - Christian Cullen - Rhys Duggan - Greg Feek - Ross Filipo - Troy Flavell | - Riki Flutey - Corey Flynn - Blair Furlong - Hosea Gear - Rico Gear - Jono Gibbes - Sid Going - Carl Hayman - Mac Herewini - Norm Hewitt - David Hill - Gavin Hill - Sean Hohneck - Marty Holah - Glen Jackson - Cory Jane | - Tasesa Lavea - Scott Linklater - Deacon Manu - Angus Macdonald - Hoani Macdonald - Leon MacDonald - Luke McAlister - John Mcdonell - Craig McGrath - Liam Messam - Deon Muir - George Nepia - Wayne Ormond - Shannon Paku - Matua Parkinson - Steve Pokere | - Caleb Ralph - Taine Randell - Roger Randle - Hika Reid - Bruce Reihana - Wayne Shelford - Frank Solomon - Carlos Spencer - Rua Tipoki - Ruki Tipuna - Paul Tito - Scott Waldrom - Willie Walker - Piri Weepu |